# Trema nitida
Trema nitida är en hampväxtart som beskrevs av C.J. Chen. Trema nitida ingår i släktet Trema och familjen hampväxter. Inga underarter finns listade i Catalogue of Life.